# Gabriela Molesztak
Gabriela Magdalena Molesztak (ur. 22 maja 1993 w Wadowicach) – polska pisarka młodego pokolenia, bajkopisarka, multiinstrumentalistka, z wykształcenia pedagog.

## Życiorys
Urodziła się w Wadowicach. Pierwsze lata dzieciństwa spędziła w Jaszczurowej, w domu rodzinnym matki. W roku 1998 przeprowadziła się wraz z rodzicami i siostrą do Frydrychowic, gdzie zaczęła uczęszczać do ZSP im. Jana Brzechwy. W roku 2009 ukończyła gimnazjum w tejże placówce. W latach 2000–2006 była uczennicą Państwowej Szkoły Muzycznej I stopnia im. J.P. II w Wadowicach, w klasie wiolonczeli. W latach 2009–2012 uczęszczała do VI LO na ul. Słowackiego w Wadowicach o profilu polonistyczno-językowym. W roku 2015 została absolwentką Akademii im. Jana Długosza w Częstochowie, z filią w Kolegium Nauczycielskim w Bielsku-Białej. Kierunek studiów, jaki wybrała to: pedagogika opiekuńczo-resocjalizacyjna. Obroniła pracę licencjacką pt. „Samotne macierzyństwo nastoletnich matek”, pod kierunkiem dr Ewy Kochanowskiej.
Od najmłodszych lat interesowała się muzyką i literaturą. Gra na: wiolonczeli, fortepianie, gitarze, oraz w stopniu podstawowym na cymbałkach i flecie prostym, jest uzdolniona wokalnie. Już w szkole podstawowej pisała pamiętniki oraz listy do przyjaciół. W gimnazjum zaczęła tworzyć pierwsze wiersze o miłości oraz pierwsze powieści w zeszytach, które sama przygotowywała w formie książki. W czasach liceum opiekę nad artystką roztoczyła polonistka mgr Agnieszka Kołek. W tym okresie pisarka zaczęła zdobywać pierwsze nagrody w konkursach międzyszkolnych, powiatowych. Zaczęły ukazywać się pierwsze prace drukiem dzięki projektowi „Herbaciarnia” organizowanemu przez Panteon Narodowy w Krakowie. W miesięczniku fundacji PN „Pasja” ukazał się pierwszy esej Gabrieli, pod panieńskim nazwiskiem pt. „Bo przecież nikt z nas nie może wybrać sobie epoki, w której będzie żył”.
Wkrótce w zbiorowych pracach, almanachach oraz pokłosiach konkursowych ukazały się drukiem utwory takie jak: wiersz – Jeden oddech urywany, bajka – Wigilijny czar oraz Ekobaśń, opowiadanie – I nie opuszczę cię nawet po śmierci. Nawiązała współpracę z Miesięcznikiem Ludzi Wolnych „Libertas”, gdzie ukazywały się opowiadania jej autorstwa i wiersze dla dzieci. Debiutowała w 2016 roku powieścią obyczajową pt. „Smutek radości” wydaną przez Wydawnictwo św. Macieja Apostoła. W roku 2018 opublikowała 2 bajki z serii „Zaczarowana Latarka”, które zostały odebrane z wielkim entuzjazmem przez najmłodszych i ich rodziców. Bajki noszą tytuły: „W świecie Dinomuzyków” oraz „W krainie Cykającej Wskazówki”. Prowadzi blog literacki pt. „Atramentowe Łzy”. Ma fanpage na Facebooku Gabriela Molesztak – art. Jest częstym gościem w Radiu Andrychów, gdzie można było usłyszeć audiobook bajki „Zaczarowana Latarka. W świecie Dinomuzyków”.
Pisarka ma dwie młodsze siostry: Justynę Barbarę oraz Marię Judytę. Jej rodzice to Anna Marzena z domu Łapka oraz Marek Piotr Leśniak. W 2014 roku wyszła za mąż i aktualnie mieszka w Choczni, w województwie małopolskim, z mężem Damianem i dwójką dzieci: Wiktorem i Laurą.

## Nagrody
1. Nominacja „Talenty 2008” konkurs powiatowy, w kat. Artystycznej Literatura.
2. I miejsce w VII Konkursie Piosenki i Poezji Paschalnej Wadowice 2008 (kwartet gitarowy)
3. I miejsce kat. Piosenka indywidualna w XXIII Harcerskich Konfrontacjach Artystycznych Przyciszów – Podlesie 2008
4. Wyróżnienie w Festiwalu Talentów: Ferreriusz 2010 w kat. Literatura Wadowice
5. III miejsce w Powiatowym Konkursie Literackim w kat. Opowiadanie Andrychów 2010
6. Nagroda główna w festiwalu Talentów Ferreriusz 2011 w kat. Literatura Wadowice
7. I miejsce w IV Powiatowym Konkursie Literackim, w kat. Opowiadanie Andrychów 2012.
8. Wyróżnienie w Konkursie na „Książkę wartą wydania” Poligraf 2018.

## Twórczość/Dzieła/Publikacje
1. Bo przecież nikt z nas nie może wybrać sobie epoki, w której będzie żył – esej opublikowany w Miesięczniku Fundacji Panteon Narodowy pt. „Pasja”, luty 2012, nr IV. (XVI)
2. Na wieży Babel – opowiadanie opublikowane w Miesięczniku Fundacji Panteon Narodowy pt. „Pasja”, czerwiec 2016, nr VIII. (XX)
3. Wigilijny czar – bajka opublikowana przez Wydawnictwo Św. Macieja Apostoła, w zbiorze bajek poetów polskich pt. „Drapaczka Anioła Stróża” – ISBN 978-83-64585-22-7
4. I nie opuszczę cię nawet po śmierci – opowiadanie opublikowane przez Wydawnictwo św. Macieja Apostoła, w Almanachu Literackim poświęconym zmarłym pt. „R.I.P.” – ISBN 978-83-64585-79-1
5. Jeden oddech urywany – wiersz patriotyczny opublikowany przez Wydawnictwo św. Macieja Apostoła w Pokłosiu Pokonkursowym pt. „Klinika poczętego szczęścia” – ISBN 978-83-64585-35-7.
6. Smutek radości – powieść obyczajowa. Wydawnictwo św. Macieja Apostoła. Lubliniec. Wrzesień 2016. ISBN 978-83-64585-56-2
7. Ekobaśń – bajka/wierszyk opublikowana przez Wydawnictwo św. Macieja Apostoła, w Almanachu Współczesnej Bajki Polskiej pt. „Kraina Wyjątkowości”, październik 2016. ISBN 978-83-64585-80-7
8. Fragment powieści pt. „Smutek radości” – Lamelli, Śródmiejski Ośrodek Kultury, październik 2016, nr 10. (154)
9. Fragment powieści pt. „Smutek radości” – Lamelli, Śródmiejski Ośrodek Kultury, listopad 2016, nr 11. (155)
10. Biała sukienka –  opowiadanie opublikowane w Miesięczniku Ludzi Wolnych „Libertas” nr 99/sierpień/2016
11. Czarna Sokolica – opowiadanie opublikowane w Miesięczniku Ludzi Wolnych „Libertas” nr 100/wrzesień/2016
12. Chłopak przeznaczony Annie – opowiadanie opublikowane w Miesięczniku Ludzi Wolnych „Libertas” nr 101/październik /2016
13. Zapałka – opowiadanie opublikowane w Miesięczniku Ludzi Wolnych „Libertas” nr 102/listopad /2016
14. Tańcząca z Gwiazdami – opowiadanie opublikowane w Miesięczniku Ludzi Wolnych „Libertas” nr 103/grudzień/2016
15. Cień zakapturzonego – opowiadanie opublikowane w Miesięczniku Ludzi Wolnych „Libertas” nr 104/styczeń/2017
16. Sakura- Kwiat Wiśni – opowiadanie opublikowane w Miesięczniku Ludzi Wolnych „Libertas” nr 105/luty/2017
17. Siłacze – opowiadanie opublikowane w Miesięczniku Ludzi Wolnych „Libertas” nr 106/marzec/2017
18. Koyo – jesienne liście Japonii – opowiadanie opublikowane w Miesięczniku Ludzi Wolnych „Libertas” nr 107/kwiecień/2017
19. Nieboskłony – opowiadanie opublikowane w Miesięczniku Ludzi Wolnych „Libertas” nr 108/maj/2017
20. Trudna droga – opowiadanie opublikowane w Miesięczniku Ludzi Wolnych „Libertas” nr 109/czerwiec/2017
21. Ognisty ptak – opowiadanie opublikowane w Miesięczniku Ludzi Wolnych „Libertas” nr 109/lipiec/2017
22. Gosia – wiersz/bajka opublikowana w Miesięczniku Ludzi Wolnych „Libertas” nr 99/sierpień/2016
23. Mądry pies – wiersz/bajka opublikowana w Miesięczniku Ludzi Wolnych „Libertas” nr 99/sierpień/2016
24. Jakie są dziewczynki – wiersz/bajka opublikowana w Miesięczniku Ludzi Wolnych „Libertas” nr 100/wrzesień/2016
25. Jacy są chłopcy – wiersz/bajka opublikowana w Miesięczniku Ludzi Wolnych „Libertas” nr 100/wrzesień/2016
26. Modlitwa o dobry sen – wiersz opublikowany w Miesięczniku Ludzi Wolnych „Libertas” nr 101/październik/2016
27. Karol i Matka – wiersz opublikowany w Miesięczniku Ludzi Wolnych „Libertas” nr 101/październik/2016
28. Czasem brak mi słów  – wiersz opublikowany w Miesięczniku Ludzi Wolnych „Libertas” nr 103/grudzień/2016
29. Chciałam Cię wspomnieć – wiersz opublikowany w Miesięczniku Ludzi Wolnych „Libertas” nr 103/grudzień/2016
30. Zaczarowana Latarka. W świecie Dinomuzyków. Bajka dla dzieci. Wadowice. Maj 2018. ISBN 978-83-951073-0-6
31. Zaczarowana Latarka. W świecie Dinomuzyków. E-book bajki dla dzieci. Rozpisani.pl, lipiec 2018. ISBN 978-83-952329-1-6
32. Zaczarowana Latarka. W krainie Cykającej Wskazówki. Wadowice, listopad 2018. ISBN 978-83-952329-0-9. Drukarnia PWN.
33. Audiobook – Zaczarowana Latarka. W świecie Dinomuzyków. Audycja odcinkami na antenie Radia Andrychów, styczeń 2019.
34. Artykuł pt.: Wychowanie poprzez literaturę, czyli czym skorupka za młodu nasiąknie… W poradniku internetowym dla rodziców przedszkola.edu.pl : https://www.przedszkola.edu.pl/wychowanie-poprzez-literature-czyli-czym-skorupka-za-mlodu-nasiaknie---.html kwiecień 2019.